# Kontuzja koszykarza
Ten artykuł opisuje zagadnienie koszykarskie zgodne z normami FIBA.
Zasady w ligach NBA, NCAA lub innych mogą różnić się od tutaj przedstawionych.
Kontuzja koszykarza – chwilowy lub długotrwały uszczerbek na zdrowiu zawodnika uzyskany w wyniku gry w koszykówkę. Gdy dojdzie do kontuzji, sędzia koszykarski ma prawo przerwać grę. Jeżeli konieczne jest ochronienie kontuzjowanego, może zrobić to natychmiast. Jeśli nie jest to konieczne, powinien poczekać do momentu, gdy piłka stanie się martwa lub drużyna posiadająca piłkę straci ją lub odda rzut. Jeżeli zawodnik nie jest zdolny do gry w ciągu 15 sekund, krwawi lub posiada otwartą ranę, musi zostać zmieniony. Zmieniony musi zostać również, jeśli została mu udzielona pomoc medyczna. Wyjątek stanowi sytuacja, w której po zmianie zawodnika drużyna musiałaby grać w mniej niż pięciu zawodników.
Jeśli w ocenie lekarza, kontuzjowany zawodnik wymaga natychmiastowej pomocy medycznej, lekarz może wejść na boisko bez zezwolenia sędziego. Osoby przebywające na ławce drużyny mogą wejść na boisko w celu pomocy kontuzjowanemu wyłącznie za pozwoleniem sędziego.

## Kontuzja sędziego
Jeśli podczas meczu sędzia dozna kontuzji, która uniemożliwi mu dalsze sędziowanie, w ciągu pięciu minut może zastąpić go inny wykwalifikowany sędzia. Gdy nie będzie to możliwe, pozostali sędziowie muszą sędziować sami.